# Ogród Myszki Miki
Ogród Myszki Miki (oryg. Mickey’s Garden) – amerykański film animowany krótkometrażowy wyprodukowany przez Walt Disney Animation Studios.
Film był drugą kreskówką o Myszce Miki zrealizowaną w Technicolorze (pierwszą był Koncert orkiestry dętej) i pierwszą kolorową prezentacją psa Pluto. Jest również pierwszą kolorową kreskówką, w której Mickey mówi.

## Fabuła
Ogród Mikiego został zaatakowany przez insekty. Ten próbując się ich pozbyć, używa środków owadobójczych, lecz te w ostateczności się kończą. Postanawia stworzyć ich więcej. Kiedy wraca do ogrodu, okazuje się, że pompka do spryskiwania, zatkała się, więc próbuje ją odblokować. W tym samym czasie Pluto podąża za chrząszczem, a ten w końcu gryzie go w nos. Rozdrażniony pies próbuje go zaatakować, ale wpada głową w dynie, a próbując ją ściągnąć, wpada na Mikiego, przez co ten zostaje trafiony sprayem na robaki i zaczyna mieć halucynacje.
Znalazł się w wyimaginowanym świecie, gdzie on, jego dom i Pluto, skurczyli się, a robaki oraz rośliny stały się gigantami. Owady wypijają środek owadobójczy, który sprawia, że są pijane. Gdy zauważają Mikiego i Pluto, zaczynają ich gonić. Ci wspinają się na wielki kwiat i ukrywają się w jego kielichu, lecz tam zostają użądleni przez pszczołę i wypadają z niego. Pluto ląduje na gąsienicy, która wyrzuca go w powietrze, a następnie zostaje połknięty przez świetlika. Miki ląduje na liściu, ale pasikonik ścina łodygę swoją nogą. Ostatecznie Miki ląduje na pomidorze, w którym znajduje się larwa, na której zaczyna skakać, a następnie walczy z nią.
W końcu Miki budzi się i odkrywa, że robak, z którym walczył, tak naprawdę był wężem ogrodowym. Pluto udaje się wyswobodzić głowę z dyni. Ta ląduje na Mikim, do którego podbiega pies i zaczyna go lizać.

## Wersja polska

### Pierwsza wersja dubbingu
Opracowanie wersji polskiej: Start International Polska

Reżyseria: Dobrosława Bałazy

Dialogi polskie: Krystyna Skibińska-Subocz

Dźwięk i montaż: Elżbieta Chojnowska

Kierownictwo produkcji: Elżbieta Araszkiewicz

W wersji polskiej udział wziął:
- Piotr Grabowski – Myszka Miki

Lektor: Tadeusz Borowski

### Druga wersja dubbingu
Wersja polska: na zlecenie Disney Character Voices International – SUN STUDIO POLSKA

W wersji polskiej udział wziął:
- Kacper Kuszewski – Myszka Miki
- Artur Kaczmarski – Spiker